# Mai 1897

## Événements
- Création de la Gold Coast Aborigines Rights Protection Society (ARPS)[1].
- Émeutes à Oran. La « crise anti-juive » culmine dans l’Oranais[2]. Une partie des colons s’oppose à l’intégration des Juifs qui ont acquis la citoyenneté française grâce au décret Crémieux (1870). Cette vague d’antisémitisme gagne rapidement l’ensemble du pays, notamment Alger et Constantine.

- 4 mai :
  - L’incendie du “Bazar de la Charité” à Paris fait 121 victimes. il est décrit comme « un Azincourt féminin » (journal L’Éclair).
  - Traité entre la France et le roi de Djiéboudou[3]

- 11 mai : Félix-Gabriel Marchand (libéral) est élu premier ministre du Québec. Mise en place de son gouvernement.

- 15 mai : Samory Touré détruit la ville de Kong.

- 19 mai : prise de Say (Niger) par les Français du capitaine Betbeder[4]. Un poste français y est fondé.

## Naissances
- 1er mai :
  - Georges Berger (mort le 16 novembre 1952), gymnaste français
  - Hermann Kruk (mort le 18 septembre 1944), bibliothécaire, chroniqueur du ghetto de Vilnius, Lituanie, de 1941 à 1943
  - Raïna Kassabova (morte le 25 mai 1969), aviatrice bulgare

- 3 mai : Simone Breton, née Simone Kahn, première épouse d’André Breton et personnalité du groupe surréaliste parisien, de 1921 à 1929 († 30 mars 1980)
- 5 mai : 
  - Malla (Agustín García Díaz), matador espagnol († 4 juillet 1920).
  - Osvaldo Fresedo, musicien argentin († 18 novembre 1984).
- 6 mai : Harry d'Abbadie d'Arrast, réalisateur et scénariste argentin († 17 mars 1968).
- 9 mai : Elmer Feig, architecte américain († 20 octobre 1968).
- 19 mai : Frank Capra, réalisateur américain d'origine italienne.
- 20 mai : Wilhelm Kimmich, peintre allemand († 18 septembre 1986).
- 27 mai : John Douglas Cockcroft, physicien britannique.

## Décès
- 1er mai : Alfred Biré (né le 29 septembre 1826), personnalité politique française
- 4 mai : Sophie-Charlotte en Bavière, duchesse d'Alençon (°1847).
- 5 mai : Theodore Bent, archéologue britannique (° 30 mars 1852).
- 6 mai : Alfred Des Cloizeaux, minéralogiste français (° 1817).
- 11 mai : George Radu Melidon écrivain roumain (° 1831).
- 12 mai : Willem Roelofs, peintre, aquarelliste, aquafortiste et lithographe néerlandais (° 10 mars 1822)
- 30 mai : Fabrilo (Julio Aparici y Pascual), matador espagnol (° 1er novembre 1866).